# Hypognatha solimoes
Hypognatha solimoes là một loài nhện trong họ Araneidae.
Loài này thuộc chi Hypognatha. Hypognatha solimoes được Herbert Walter Levi miêu tả năm 1996.